# Sandogo (Ouagadougou)
Pour les articles homonymes, voir Sandogo.
Sandogo, également appelé Sandaogo, est une localité du département de Ouagadougou, dans la province de Kadiogo de la région Centre au Burkina Faso. En 2006, cette localité comptait 8 634 habitants dont 48 % de femmes.